# Oscaruddelingen 1945
Oscaruddelingen 1945 var den 17. oscaruddeling, hvor de bedste film fra 1944 blev hædret af Academy of Motion Picture Arts and Sciences. Uddelingen fandt sted 15. marts på Grauman's Chinese Theatre i Los Angeles, USA. 
Uddelingen er kendt for at være den første hvor kategorien bedste film blev skåret ned til fem film. Det var også den første og eneste gang at en skuespiller var nomineret til både en Oscar for bedste mandlige hovedrolle og bedste mandlige birolle for samme rolle i den samme fim. Barry Fitzgerald var nomineret i begge kategorier for sin rolle i Går du min vej?.

## Priser
| Bedste Film | Bedste Instruktør |
| --- | --- |
| - Går du min vej? - Kvinden uden samvittighed - Gaslys - Usynlige lænker - Wilson | - Leo McCarey – Går du min vej? - Billy Wilder – Kvinden uden samvittighed - Otto Preminger – Laura - Alfred Hitchcock – Redningsbåden - Henry King – Wilson |
| Bedste Mandlige Hovedrolle | Bedste Kvindelige Hovedrolle |
| - Bing Crosby – Går du min vej? - Charles Boyer – Gaslys - Barry Fitzgerald – Går du min vej? - Cary Grant – None But the Lonely Heart - Alexander Knox – Wilson | - Ingrid Bergman – Gaslys - Barbara Stanwyck – Kvinden uden samvittighed - Bette Davis – Mr. Skeffington - Greer Garson – Mrs. Parkington - Claudette Colbert – Usynlige lænker |
| Bedste Mandlige Birolle | Bedste Kvindelige Birolle |
| - Barry Fitzgerald – Går du min vej? - Clifton Webb – Laura - Claude Rains – Mr. Skeffington - Monty Woolley – Usynlige lænker - Hume Cronyn – Det syvende kors | - Ethel Barrymore – None But the Lonely Heart - Aline MacMahon – Dragon Seed - Angela Lansbury – Gaslys - Agnes Moorehead – Mrs. Parkington - Jennifer Jones – Usynlige lænker |
| Bedste Originale Manuskript | Bedste Filmatisering |
| - Wilson – Lamar Trotti - Hail the Conquering Hero – Preston Sturges - The Miracle of Morgan's Creek – Preston Sturges - To piger og en sømand – Richard Connell og Gladys Lehman - på sejrens vinger – Jerome Cady | - Går du min vej? – Frank Butler og Frank Cavett - Kvinden uden samvittighed – Raymond Chandler og Billy Wilder - Gaslys – John L. Balderston, Walter Reisch og John Van Druten - Laura – Jay Dratler, Samuel Hoffenstein og Elizabeth Reinhardt - Mød mig i St. Louis – Irving Brecher og Fred F. Finklehoffe |
| Bedste Historie | Bedste Korte Animationsfilm |
| - Går du min vej? – Leo McCarey - Flyvere dør aldrig – David Boehm og Chandler Sprague - Redningsbåden – John Steinbeck - None Shall Escape – Alfred Neumann og Joseph Than - Der var 5 brødre – Edward Doherty og Jules Schermer | - Mouse Trouble – Fred Quimby - And to Think I Saw It on Mulberry Street – George Pal - Dog, Cat and Canary – Raymond Katz - Fish Fry – Walter Lantz - How to Play Football – Walt Disney - My Boy, Johnny – Paul Terry - Swooner Crooner – Edward Selzer |
| Bedste Dokumentar | Bedste Korte Dokumentar |
| - The Fighting Lady - Resisting Enemy Interrogation | - With the Marines at Tarawa - Hymn of the Nations - New Americans |
| Bedste Kortfilm, One-Reel | Bedste Kortfilm, Two-Reel |
| - Who's Who in Animal Land – Jerry Fairbanks - Blue Grass Gentlemen – Edmund Reek - Jammin' the Blues – Gordon Hollingshead - Movie Pests – Pete Smith - Screen Snapshots' 50th Anniversary of Motion Pictures – Ralph Staub | - I Won't Play – Gordon Hollingshead - Bombalera – Louis Harris - Main Street Today – Jerry Bresler |
| Oscar for bedste musik | Bedste Musical Musik |
| - Usynlige lænker – Max Steiner - Address Unknown – Morris Stoloff og Ernst Toch - The Adventures of Mark Twain – Max Steiner - The Bridge of San Luis Rey – Dimitri Tiomkin - Casanova i knibe – Arthur Lange - En gadepiges historie – Hans J. Salter - Kvinden uden samvittighed – Miklós Rózsa - The Fighting Seabees – Walter Scharf og Roy Webb - Den hårede abe – Edward Paul og Michel Michelet - It Happened Tomorrow – Robert Stolz - Jack London – Frederic Efrem Rich - Nætter under halvmånen – Herbert Stothart - None but the Lonely Heart – Hanns Eisler og C. Bakaleinikoff - Prinsessen og piraten – David Rose - Flammende elskov – Karl Hajos - Three Russian Girls – W. Franke Harling - Up in Mabel's Room – Edward Paul - Voice in the Wind – Michel Michelet - Wilson – Alfred Newman - Mesterskytten fra Dodge city – Miklós Rózsa | - Pin-up pigen – Morris Stoloff og Carmen Dragon - Brazil – Walter Scharf - En pige på aktier – C. Bakaleinikoff - Hollywood kantinen – Ray Heindorf - Irish Eyes Are Smiling – Alfred Newman - Knickerbocker Holiday – Werner R. Heymann og Kurt Weill - Kvinden i mørket – Robert Emmett Dolan - Lady, Let's Dance – Edward Kay - Mød mig i St. Louis – Georgie Stoll - The Merry Monahans – H. J. Salter - Minstrel Man – Ferde Grofe og Leo Erdody - Sensations of 1945 – Mahlon Merrick - Song of the Open Road – Charles Previn - Danny vinder krigen – Ray Heindorf og Louis Forbes |
| Bedste Sang | Bedste Lydoptagelse |
| - "Swinging on a Star" fraGår du min vej? – Musik af Jimmy Van Heusen; tekst af Johnny Burke - "I Couldn't Sleep a Wink Last Night" fra En pige på aktier – Musik af Jimmy McHugh; Tekst af Harold Adamson - "I'll Walk Alone" fra Follow the Boys – Musik af Jule Styne; Tekst af Sammy Cahn - "I'm Making Believe" fra Dur og mol – Musik af James V. Monaco; Tekst af Mack Gordon - "Long Ago and Far Away" fra Pin-up pigen – Musik af Jerome Kern; Tekst af Ira Gershwin - "Now I Know" fra Up in Arms – Musik af Harold Arlen; Tekst af Ted Koehler - "Remember Me to Carolina" fra Minstrel Man – Musik af Harry Revel; Tekst af Paul Francis Webster - "Rio de Janeiro" fra Brazil – Musik af Ary Barroso; Tekst af Ned Washington - "Silver Shadows and Golden Dreams" fra Lady, Let's Dance – Musik af Lew Pollack; Tekst af Charles Newman - "Too Much in Love" fra Song of the Open Road – Musik af Walter Kent; Tekst af Kim Gannon - "The Trolley Song" fra Mød mig i St. Louis – Musik og Tekst af Ralph Blane og Hugh Martin | - Wilson – E. H. Hansen, Fox Studio Sound Department - Brazil – Daniel J. Bloomberg, Republic Studio Sound Department - Casanova i knube – Thomas T. Moulton, Samuel Goldwyn Studio Sound Department - Pin-up pigen – John Livadary, Columbia Studio Sound Department - Kvinden uden samvittighed – Loren L. Ryder, Paramount Studio Sound Department - Altid lillesøster – Bernard B. Brown, Universal Studio Sound Department - Hollywood kantinen – Nathan Levinson, Warner Bros. Studio Sound Department - It Happened Tomorrow – Jack Whitney, Sound Service, Inc. - Nætter under halvmånen – Douglas Shearer, MGM Studio Sound Department - Music in Manhattan – Stephen Dunn, RKO Radio Studio Sound Department - Voice in the Wind – W. M. Dalgleish, RCA Sound |
| Bedste Scenografi, Sort og Hvid | Bedste Scenografi, Farver |
| - Gaslys – Cedric Gibbons, William Ferrari, Paul Huldschinsky og Edwin B. Willis - Address Unknown – Lionel Banks, Walter Holscher og Joseph Kish - The Adventures of Mark Twain – John Hughes og Fred M. MacLean - Casanovai knibe – Perry Ferguson og Julia Heron - Laura – Lyle Wheeler, Leland Fuller og Thomas Little - Kærlighed ved første blitz – Hans Dreier, Robert Usher og Samuel M. Comer - Usynlige lænker – Mark-Lee Kirk og Victor A. Gangelin - Step Lively – Albert S. D'Agostino, Carroll Clark, Darrell Silvera og Claude Carpenter | - Wilson – Wiard Ihnen og Thomas Little - Teaterlægens hemmelighed – John B. Goodman, Alexander Golitzen, Russell A. Gausman og Ira S. Webb - Pin-up pigen – Lionel Banks, Cary Odell og Fay Babcock - Ørkensangen – Charles Novi og Jack McConaghy - Nætter under halvmånen – Cedric Gibbons, Daniel B. Cathcart, Edwin B. Willis og Richard Pefferle - Kvinden i mørket – Hans Dreier, Raoul Pene du Bois og Ray Moyer - Prinsessen og piraten – Ernst Fegte og Howard Bristol |
| Bedste Fotografering, Sort og Hvid | Bedste Fotografering, Farver |
| - Laura – Joseph LaShelle - Kvinden uden samvittighed – John F. Seitz - Dragon Seed – Sidney Wagner - Gaslys – Joseph Ruttenberg - Går du min vej? – Lionel Lindon - Redningsbåden – Glen MacWilliams - Usynlige lænker – Stanley Cortez og Lee Garmes - De ubudne – Charles Lang - The White Cliffs of Dover – George J. Folsey - 30 sekunder over Tokyo – Robert L. Surtees og Harold Rosson | - Wilson – Leon Shamroy - Pin-up pigen – Rudolph Maté og Allen M. Davey - Home in Indiana – Edward Cronjager - Nætter under halvmånen – Charles Rosher - Kvinden i mørket – Ray Rennahan - Mød mig i St. Louis – George J. Folsey |
| Bedste Klipning | Bedste Visuelle Effekter |
| - Wilson – Barbara McLean - Går du min vej? – Leroy Stone - Janie – Owen Marks - None but the Lonely Heart – Roland Gross - Usynlige lænker – Hal C. Kern og James E. Newcom | - 30 sekunder over Tokyo – Fotografering: A. Arnold Gillespie, Donald Jahraus og Warren Newcombe; Lyd: Douglas Shearer - Days of Glory – Fotografering: Vernon L. Walker; Lyd: James G. Stewart og Roy Granville - Secret Command – Photography: David Allen, Ray Cory and Robert Wright; Sound: Russell Malmgren and Harry Kusnick - Usynlige lænker – Fotografering: Jack Cosgrove; Lyd: Arthur Johns - The Adventures of Mark Twain – Fotografering: Paul Detlefsen og John Crouse; lyd: Nathan Levinson - Under Stars and Stripes – Fotografering: Farciot Edouart og Gordon Jennings; Lyd: George Dutton - Wilson – Fotografering: Fred Sersen; Lyd: Roger Heman Sr.                                                                                               |

### Ærespris
- Bob Hope

### Ungdomspris
- Margaret O'Brien

### Irving G. Thalbergs mindepris
- Darryl F. Zanuck

## Ekstern henvisning
- Oscars legacys hjemmeside